# EBay
eBay（NASDAQ：EBAY），中国大陆译名亿贝，也译为電子灣、易贝，是可讓全球民眾上網買賣物品的線上拍賣及購物網站。

## 起源與歷史

1995–2012年的logo

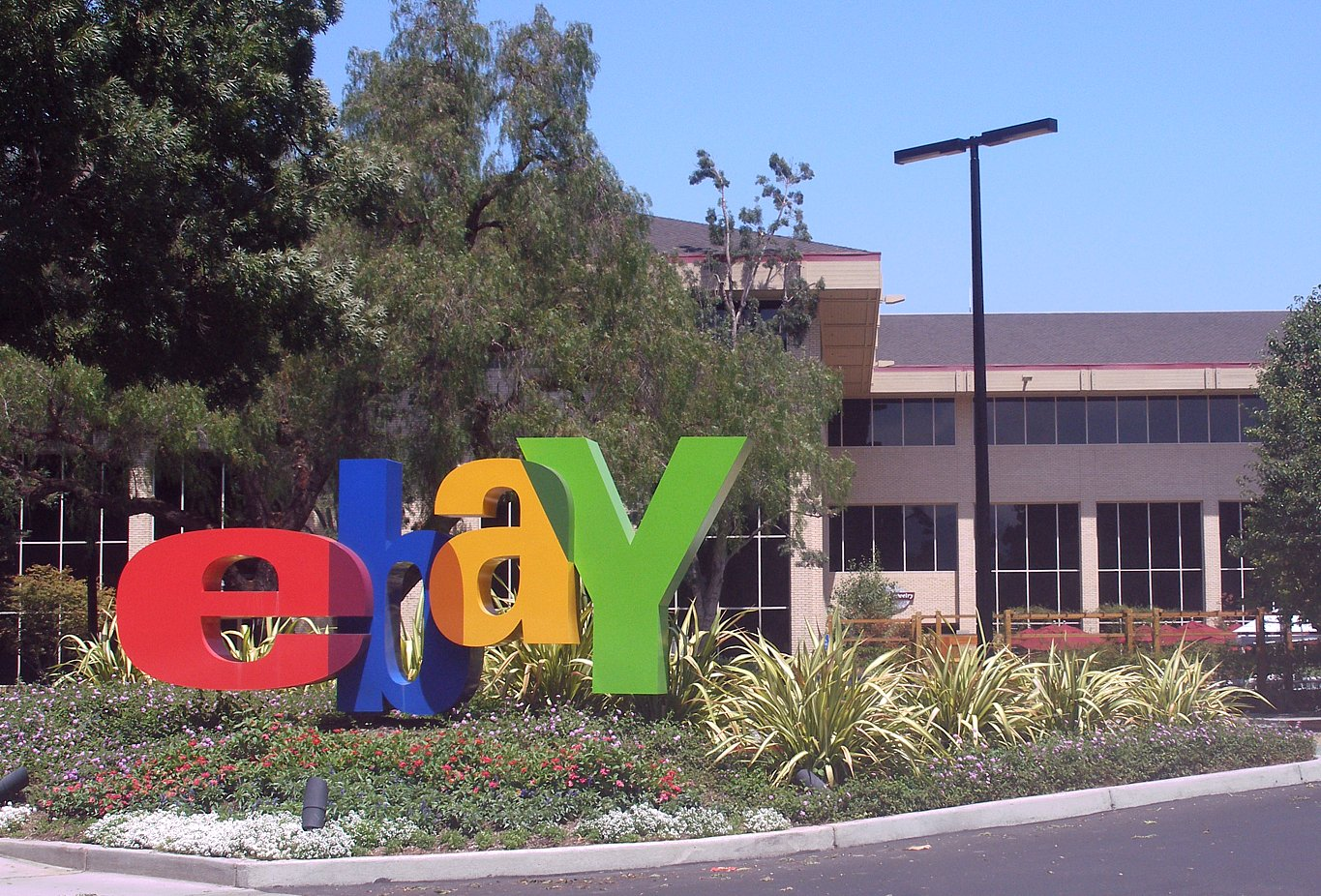
eBay總部

1995年9月4日，皮埃爾·歐米迪亞（Pierre Omidyar）創立Auctionweb網站，總部位於美國加利福尼亞州聖荷西，是eBay的前身。
歐米迪亞第一件販賣的物品是一隻壞掉的雷射指示器，以14.83美元成交，他驚訝地詢問得標者：「您難道不知道這玩意壞了嗎？」歐米迪亞接到了以下的回覆信：「我是個專門收集壞掉的镭射指示器玩家。」（更常被傳頌的故事則是一則1997年一位公關經理向媒體所杜撰的故事：eBay的創立是為了幫助歐米迪亞的未婚妻交換一些倍滋糖果（PEZ Candy）的玩具；該故事後來在2002年在亞當斯科漢（Adam Cohen）的書中揭露，並經eBay官方確認。
事实并非是故事中说的那样。在YouTube创始人陈士骏自传《20个月赚130亿》第四章：开创YouTube：一个朴实的创业故事，开头中提到——公共关系专家朱莉·苏番(Julie Supan)，“你们以为别人的故事就是真的？听我说，eBay的创立并不是为了帮助创始人奥米迪亚的未婚妻交换一些PEZ Candy的玩具。”
傑夫·史科爾在1996年被聘僱為該公司首任總裁及全職員工。1997年9月該公司正式更名為ebay。起初該網站屬於Omidyar的顧問公司Echo Bay Technology Group。歐米迪亞曾經嘗試註冊一個EchoBay.com的網址，卻發現該網址已被 Echo Bay 礦業註冊了，所以他將EchoBay.com改成他的第二備案：“Ebay.com”。

## 物品與服務和支付
每天都有數以百萬的家具、收藏品、電腦、車輛在eBay上被刊登、販售、賣出。有些物品稀有且珍貴，然而大部分的物品可能只是個滿佈灰塵、看起來毫不起眼的小玩意。這些物品常被他人給忽略，但如果能在全球性的大市場販售，那麼其身價就有可能水漲船高。只要物品不違反法律或是在eBay的禁止販售清單之內，即可以在eBay刊登販售。服務及虛擬物品也在可販售物品的範圍之內。可以公允的說，eBay推翻了以往那種規模較小的跳蚤市場，將買家與賣家拉在一起，創造一個永不休息的市場。大型的跨國公司，像是IBM會利用eBay的固定價或競價拍賣來銷售他們的新產品或服務。資料庫的區域搜尋使的運送更加迅捷或是便宜。軟體工程師們藉著加入 eBay Developers Program （页面存档备份，存于），得以使用eBay API，創造許多與eBay相整合的軟體。截至2005年6月，已經有超過15,000人加入這個計畫，其中包含許多公司創造許多的軟體使的eBay買家與賣家能夠更方便。
2004年6月，eBay的英國分站將菸酒類產品的刊登列為禁止項目。少數的例外是數量稀少的陳年酒。
在eBay上也不時會有一些具爭議性且違反道德標準的拍賣。1999年時，有位仁兄看中了龐大（但卻違法）的器官移植市場，在eBay刊登一則腎臟的拍賣，想藉此獲利。在某些場合，一些販售人還是一個小鎮的拍賣佈告，都僅僅只是個笑話。只要eBay接獲檢舉，這些拍賣佈告就會立即被關閉。因為eBay不允許任何違反其政策的拍賣項目。然而eBay也是一個有心人士可以任意刊登虛假拍賣佈告的地方。因為這個緣故，對新手而言，如果沒有詳讀一切訊息的話，很容易陷入被詐騙的陷阱。
eBay在拉丁美洲的合作夥伴是MercadoLibre。eBay於2006年10月在台灣與PChome Online網路家庭合資成立露天市集國際資訊股份有限公司，網站露天拍賣。eBay的主要競爭者是亚马逊和雅虎拍賣以及阿里巴巴集团。
在eBay上的交易有多種付款方式，但只有使用PayPal付款才享有賣家保護，PayPal（在中国大陆的品牌为贝宝），1998年12月由 Peter Thiel 及 Max Levchin 建立。 是一个总部在美国加利福尼亚州圣荷西市的因特网服务商，允许在使用电子邮件来标识身份的用户之间转移资金，避免了传统的邮寄支票或者汇款的方法。PayPal也和一些电子商务网站合作，成为它们的货款支付方式之一；但是用这种支付方式转账时，PayPal收取一定数额的手续费。

## 獲利與交易
eBay從以下項目獲利：

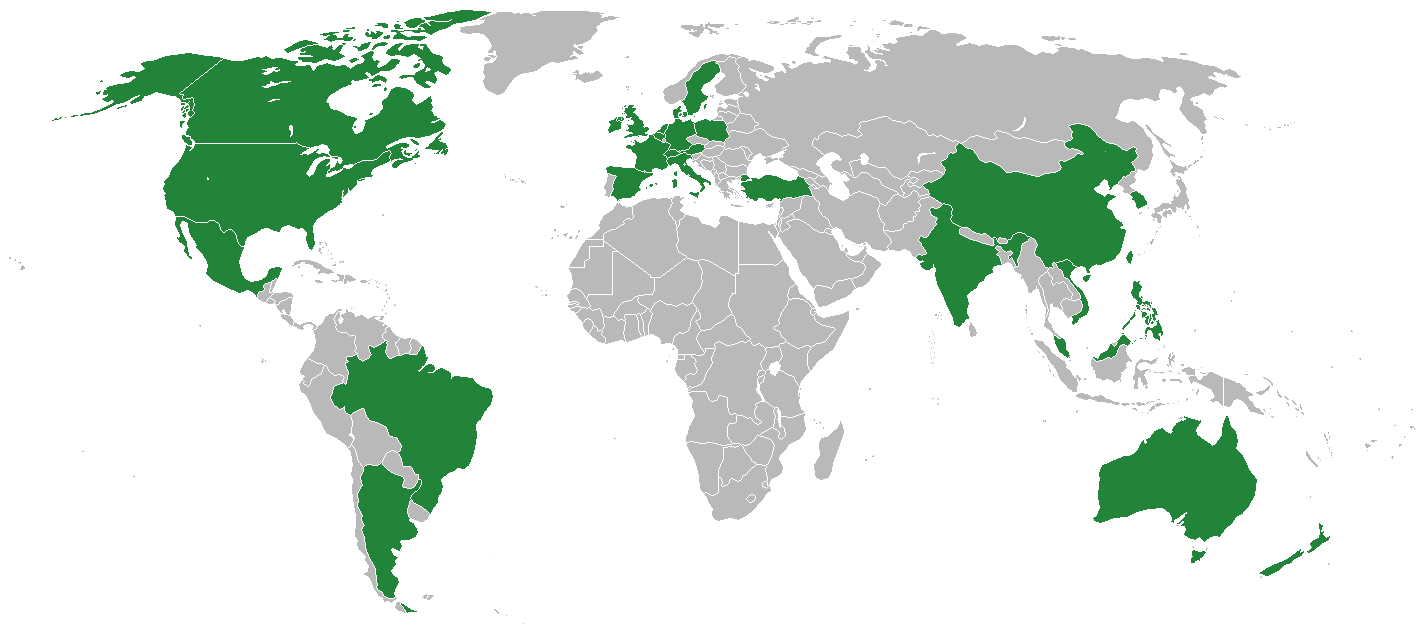
eBay的事業版圖

1. 向每筆拍賣收取刊登費－費用依站點、拍賣類別、拍賣形式、起標價和有無使用eBay商店（eBay Store）而有所不同。
2. 向每筆已成交的拍賣再收取成交費－成交費的計算方式則和刊登費相類似，唯不同點是成交費只以成交價計算，而不是以起標價計算；目前部份站點亦已將運費納入成交費的計算。
3. 由於eBay另外擁有PayPal，所以也從此處產生利益。

該公司目前的經營策略在於增加使用eBay系統的跨國交易。eBay已經將領域延伸至包括中国大陆及印度在內的地区。eBay擴張失敗的國家和地区是中国大陆、日本及台灣。雅虎在日本經營的拍賣業務在日本國內已佔據領導地位（比eBay早六個月），迫使eBay鎩羽而歸。而台灣的eBay亦敵不過Yahoo奇摩拍賣網站的市佔率，也以與PChome Online網路家庭聯名的名義間接退出台灣市場。eBay最初通过收购易趣的方式进入中国大陆市场，但之后在与淘宝的竞争中落败，最终以与TOM集團合资成立“新易趣”的方式退出中国大陆市场。eBay於2012年結束与TOM的合作，“易趣網”由TOM獨立運營，不再作為eBay中國網站。

## eBay的合併案
- 1999年5月，eBay合併線上付款服務公司Billpoint。該公司於eBay購併PayPal後結束營業
- 1999年，eBay合併了Butterfield & Butterfield。該公司在2002年賣給了Bonhams。
- 1999年，eBay以四千三百萬元合併了Alando。該公司後被合併在eBay德國之下。
- 2000年6月，eBay合併了Half.com，並將其整合在eBay市集中。
- 2001年8月，eBay合併了Mercado Libre、Lokau及iBazar等三家拉丁美洲的拍賣網站。
- 2002年2月，eBay以950萬元購併台灣最大的拍賣網站經營者力傳資訊（Neocom Technology Co., Ltd.），並改成台灣ebay （页面存档备份，存于）。力傳資訊設有C2C網站「拍賣王」（bid.com.tw）與B2C網站「買賣王」（ubid.com.tw）。但數個月之後，力傳資訊的高階主管集體請辭，力傳資訊則成為興奇科技（monday.com.tw）的前身[4][5][6]。
- 2002年6月，eBay以價值15億元的股票合併了PayPal[7]。
- 2003年7月11日，eBay以一億五千萬元現金合併了中國大陸最大電子商務公司「易趣」（EachNet），並推出聯名拍賣網站「eBay易趣」。
- 2004年6月22日，eBay以五千萬元及額外的現金購併印度拍賣網站Baazee.com。
- 2004年8月13日，eBay自一位前craigslist.org員工取得了該公司25%的股權。
- 2004年9月，eBay將合併眼光擺到其在韓國的對手Internet Auction Co.（IAC），並以每股125000韓元（合美金109元）的價格取得該公司近三百萬的股權。
- 2004年11月，eBay以二億二千五百萬歐元購併Marktplaats.nl。該公司藉著專注在小型廣告上因而取得在荷蘭的八成市場，並成為eBay在荷蘭的主要競爭者。
- 2004年12月16日，eBay以三千萬元現金和總值三億八千五百萬元的eBay股票購併 Rent.com （页面存档备份，存于）。
- 2005年5月，eBay合併Gumtree。該公司是一家提供城市分類廣告的網站。
- 2005年6月，eBay以六億三千五百萬元購併 Shopping.com （页面存档备份，存于）。該公司是一家線上比價網站。
- 2005年9月，eBay以二十六億元現金及股票購併VoIP業者Skype。
- 2006年6月5日，eBay與台灣PChome Online網路家庭宣佈進行合作投資，雙方將於2006年下半年推出聯名拍賣網站。
- 2006年9月6日，eBay與台灣PChome Online網路家庭宣佈，將在2006年9月25日推出聯名拍賣網站「露天拍賣」。
- 2006年10月13日，台灣eBay正式關閉[8]。

（以上幣制如未註明者，皆以美金為單位。）
- 2006年12月，eBay宣布与Tom.com宣布成立合资公司，新的合资公司Tom.com占51%股份，eBay占49%，将继续易趣国内交易。另成立新公司CBT负责跨国交易部分的业务。
- 2012年4月，eBay结束与Tom.com的合作，易趣网由TOM独资运营，不再作为eBay中国站点[9]。

- 2019年11月26日eBay以40.5億美元出售StubHub給viagogo。

## 爭議
eBay有些爭議，從隱私權政策（eBay往往不經任何程序即將個人資料送給司法單位）到賣家資訊不完全公開（不公佈賣家所涉入的詐欺）。
根據eBay資料來看，不到0.01％的交易被確認為詐欺案件。

### 詐騙
eBay 主要的防詐騙手段是評價系統。在每筆交易完成後，買、賣家皆可以為彼此評價。她們可以給出像是：「正面」、「負面」或是「中立」的評價，並且為該次交易留下一筆意見。所以，如果買家對該賣家（交易）有所不滿的話，他可以給這位賣家留下一筆負面評價，並且留下如：「物品未收到」的意見，以防下一位買家有可能誤中陷阱。對買家而言，學會並善用評價系統有助於減低被詐騙的機率。
當然，評價系統同時也是保護賣家的（相對於買家，保護力道偏低）。如果有個買家的評價過低，或是負面評價太高，該賣家可以根據其評價，拒絕其交易。
評價系統的弱點有：
- 無論交易金額的大小，一筆交易的評價機會都只有一次。
- 用戶可能出於某些原因（像是害怕被給負面評價），而不敢給對方負面評價。
- 收到負面評價的用戶可以在評價頁面提出一段約80個字母的反駁。不過卻很少人能夠利用如此簡短的文字做反駁。
- 因為eBay幾乎不會移除任何評價。所以，移除不公平、非真實的評價根本是不大可能的。
- 依據目前的eBay政策，賣家只能選擇不給予買家評價或正面評價，買家則無此限制－因此某些評價限制對於只買東西的會員無效。

當一位使用者覺得一位賣家（或買家）曾經有過不實，那麼在他的帳號上即會有一筆前科。如果確實有許多使用者與那個賣家有過糾紛，那個賣家（或買家，或是兼具兩者的身分）的帳號將會被取消。當然，該賣家也可循法律途徑進行救濟。
許多抱怨者抱怨eBay的交易系統充滿了詐欺！同時英國著名的消費者權利節目Watchdog也常常接獲許多關於eBay的申訴。內容不外乎是 eBay 對使用者的申訴不理不睬之類的。
咎因於賣家的詐騙有：
- 收到貨物款項後卻不把物品送出。
- 買家收到的物品與敘述的完全不同。
- 寄送已損壞的物品。
- 仿冒商品。
- 販賣竊物。
- 以「誘餌」帳號吸引買家頻頻出高價。

咎因於買家的詐騙有：
- Paypal 詐騙。
- 信用卡詐騙。
- 宣稱收到的不是如敘述的物品（買家收到的物品與敘述的完全不同除外）。
- 剛收到物品就立刻退貨。

### 其他具爭議的行為
- 劫標（英语：Sniper (auction bid)） 指的是在拍賣快結束前的幾分鐘以高價劫標的行為。這種行為在eBay上是允許的。許多拍賣網站都會對在截標前的出價，採取延長拍賣時效的方式，以避免劫標的發生。而eBay則採用自動出價制，在出價時，可以提出一個高價；如果有人的出價高過你的，系統將會根據你的出價，再提出一個較之前為高的新價格[10]。
- 有些使用者會將那種普遍昂貴的東西以便宜的價格刊登，然後在敘述中（暗示）所購買的物品並不含展示的物品。這種行為是eBay所禁止的，但他們卻很難強制關閉這類拍賣。
- 有些人會將物品的價格壓的特別低（通常都是超低的立刻買價格），然後卻收取相當高額的運費。自從eBay對順利成交的物品收取成交手續費後，這招使得賣家可以大幅減低成交手續費的支出，也可以讓買家省卻一些進口關稅的費用。這招被稱為避費（fee avoidance），當然也是eBay政策中不被允許的（參考資料 （页面存档备份，存于））。這種避費手段固然可以省卻一些費用，但對買家卻具有相當危險。一旦買家想要退費時，賣家將會以表列的（低）售價退費。因此，目前已有部份站點將運費納入成交費的計算，同時買家退貨後的退款金額也包含此筆交易的運費。

### 其他與eBay有關的爭議
其他與eBay有關的爭議包括了：
- 2003年5月28日，一個美國地方法院陪審團發現eBay涉及專利侵權，並據此判決eBay需付出3千5百萬的損害賠償。陪審團發現原告MercExchange在2001年曾指控eBay侵害由該公司創辦人Tom Woolston所擁有的三項專利（其中兩項用於eBay的「立刻買」的固定價格販售功能）。而後，eBay向美國聯邦法院提出上訴，遭到駁回，並保留原判決。直到2005年11月，eBay再向美國最高法院提出上訴，以防堵對MercExchange進行行政救濟。2006年，美國最高法院同意審理此案。
- 2003年6月28日，eBay與其子公司PayPal同意付出1000萬美金罰金以解決他們資助海外及線上賭博業的爭議。根據申述的內容，PayPal涉嫌在2000年中到2002年11月，將金錢匯至美國聯邦及擁有賭博法的州。
PayPal也被迫取消估計佔有6%市佔率的 www.paypalwarning.com （页面存档备份，存于）。此一行為發生在eBay購買PayPal之前。
- 2004年12月17日，eBay印度子公司：Baazee.com的執行官Avnish Bajaj被以線上販售兩名印度學生口交的影片的罪名逮捕。該公司矢口否認對販售物品的內容知情，並且迅速地移除任何可能違法的內容。印度政府企圖以Bajaj違反印度的IT法：「禁止出版、傳遞、或是提供平台以出版任何猥褻內容」來偵辦此案件。儘管實際內容並未在Baazee的伺服器中出現，eBay仍然強烈支持Baazee。
- 2005年6月14日，eBay在不顧眾人抱怨之下，移除了原是免費的Live 8慈善演唱會門票拍賣。根據鮑勃·格爾多夫的說法，他將eBay敘述成一個數位皮條客。因為許多這類的拍賣都充斥著假的下標。最後eBay同意在英國法律之下，將慈善類的門票列為合法物品。
- 2005年，澳洲橄欖球聯盟試著追回那些被黃牛們在eBay上賣出去的冠軍賽門票，但沒有成功。
- 被凍結PayPal帳戶（如果不是因為賣方端原因）的eBay使用者之帳戶也有可能被eBay給凍結。
- eBay限制某些國家/區域的線上付款業務[11]。

## 故障和事件
2014年5月21日，美东时间上午九点，eBay表示由于其存储加密口令和非财务资料的数据库遭遇“网络攻击”，公司要求eBay用户能够尽快修改自己的密码。根据eBay公司等机构的初步调查，该事件起源于2014年2月底和三月初之间针对一小部分员工登陆资料的网络攻击。通过这些员工账户，攻击者得以进入到了eBay的管理网络。隨後，2014年5月28日，eBay中國和eBay香港向用戶發送了中文聲明，敦促用戶更改賬戶密碼。
eBay公司表示，这起网络攻击发生于2014年2月底至3月初之间，造成eBay 用户资料库遭未经授权存取，内含资料包括：顾客姓名、加密密码、电邮地址、实际地址、电话号码及出生日期。
早前，eBay在旗下支付平台PayPal的網站上，呼籲所有使用者盡快更改密碼，但沒有交代原因，網站後來也刪除相關通知。

## 軼事

### eBay 上少數特別昂貴的物件
- 格魯曼公司的Gulfstream II噴射機（美金490萬）
- 1909 Honus Wagner 棒球卡（美金165萬）
- 西肯塔基州的鑽石湖酒店（美金120萬）
- Ferrari Enzo Ferrari（美金975,000；2004年10月） （页面存档备份，存于）
- Shoeless Joe Jackson的 "Black Betsy" 球棒（美金577,610）
- 與吕布共同參與一場高爾夫球比賽（美金425,000）

### 最大的物品
在eBay上賣出過最大的物品是一艘二戰時期的潛水艇，這是由新英格蘭的一個小鎮所刊登的。因為該鎮居民認為他們不需要這種（龐大的）歷史文物。

### 賣不出去的最大物品
eBay史上沒賣出去的最大物品是一艘巴西的航空母艦，競標該除役航母米勒斯吉拿斯號的拍賣由一位匿名賣家登上ebay，引發了眾多新聞報導。截至該商品因違反出售軍火的禁令被下架前，最高下標價甚至來到了400萬英鎊。 

### 奇怪的拍賣物品
- 2005年6月，Karolyne Smith將她的右前額以10,000元美金賣給GoldenPalace.com作為廣告之用。
- 也是在2005年6月，Tim Shaw（一位在Kerrang! 105.2電台主持深夜節目的廣播主持人）的夫人以50英鎊的一口价賣出他的高級蓮花跑車，因為她聽見了節目上丈夫與人打情罵俏的內容。
- 2005年5月，時任教宗本篤十六世在擔任主教時的座車（Volkswagen Golf）以188,938歐元賣出。得標者是Golden Palace這間線上賭場。該公司以其令人驚異的行為在eBay聞名。
- 2004年，一個住在西雅圖的仁兄將他穿著其前妻的洋裝的照片刊登在eBay。當他承認他是為了買到一張球票時，該筆拍賣的價格已經飆到了數千元。最後，賣家還收到許多求婚的請求。
- 2004年9月，MagicGoat.com （页面存档备份，存于） 的站長將他垃圾桶中的垃圾賣給一位在中學教授語言藝術的教師。該教師希望他的學生以垃圾寫篇論文。
- 號稱地球上最高的雲霄飛車Kingda Ka也將其處女航拍賣。最後的標價是1691.66元，而且得標者可以坐在最前排的位子[17]。

### 二手時裝
自2017年起，再次掀起復古潮流，於是不少消費者到eBay購買二手時裝、配飾。當中舊款的腰包於eBay售出57000個。

### 非法的物品
eBay剛創立之時，對於物品的規範其實並不嚴謹，但隨著其成長，eBay發現有必要對某些物品的刊登進行限制或禁止。在數以百計被禁止的類別中，有些限制僅適用在某些歐洲國家（例如，帶有納粹象徵的物品）。
- 菸品。但菸品的相關週邊產品或收集品不在此限。  （页面存档备份，存于）
- 酒類：不包括空的酒瓶，售出者与购买者均符合条款时允许红酒交易。 （页面存档备份，存于）
- 納粹用品。 （页面存档备份，存于）
- 私錄的影音資料。 （页面存档备份，存于）
- 軍火。 （页面存档备份，存于）
- 人體殘肢或遺骸。
- 郵資蓋印機。

## 深入閱讀
- Nissanoff, Daniel. . The Penguin Press. 2006. ISBN 978-1-59420-077-9. (Hardcover, 246 pages)
- Cohen, Adam. . Little, Brown & Company. 2002. ISBN 978-0-316-15048-4. (Hardcover, 336 pages)
- Collier, Marsha(2004) eBay For Dummies, 4th Edition, John Wiley ISBN 978-0-7645-5654-8. (Softcover 408 pages)
- Belbin, David. . Harriman House Publishing. 2004. ISBN 978-1-897597-43-9.
- Cihlar, Christopher. . Random House. 2006. ISBN 978-0-7679-2374-3.

## 外部連結
- （英文）eBay官网 （页面存档备份，存于）
- （简体中文）ebay 中國 （页面存档备份，存于）
- （繁體中文）ebay 台灣 （页面存档备份，存于）
- （繁體中文）ebay 香港 （页面存档备份，存于）